# Гарвардские вычислители

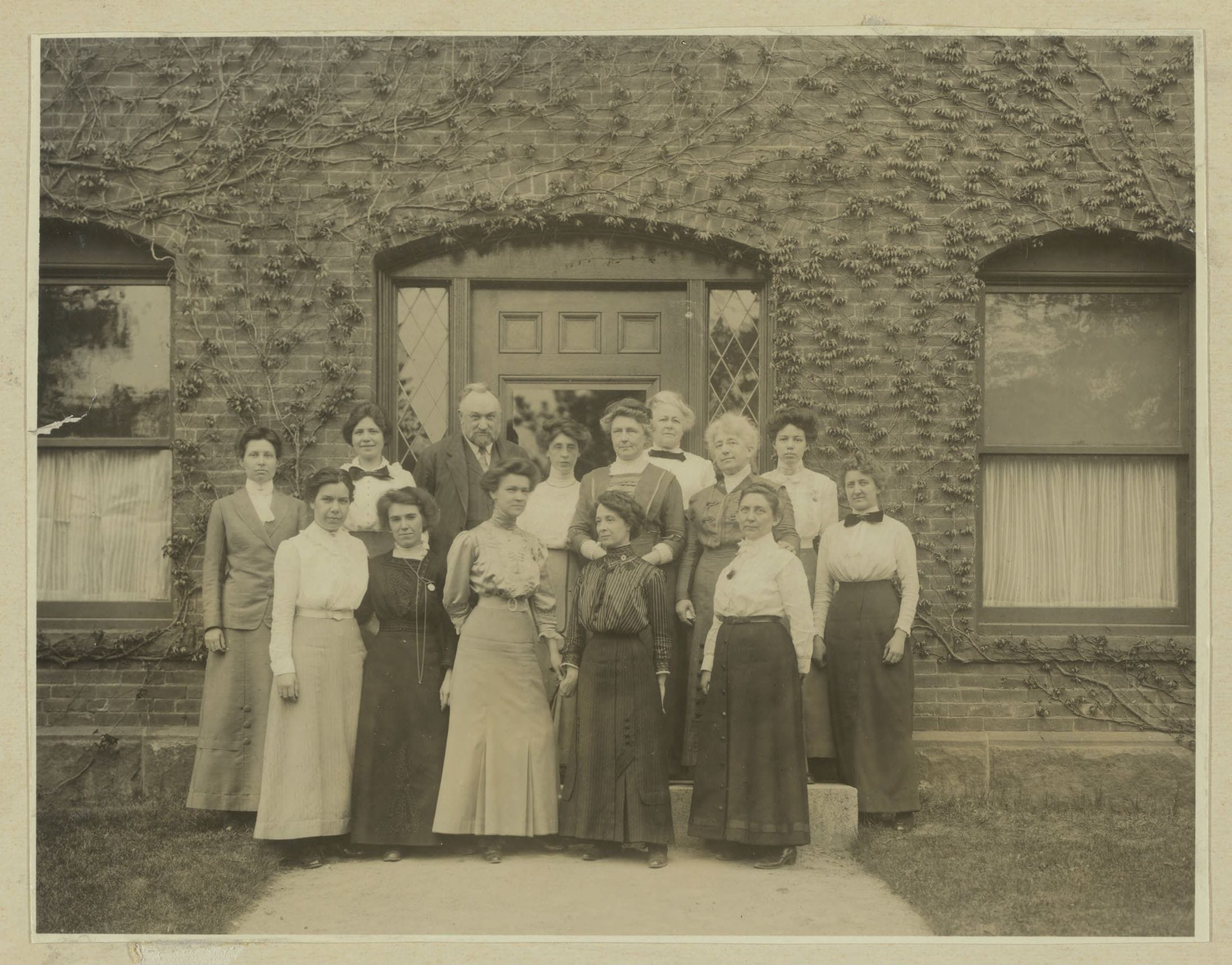
Женщины-вычислители, которых неофициально и с насмешкой называли «гарем Пикеринга», перед зданием обсерватории Гарвардского колледжа, 13 мая 1913 года.

Гарвардские вычислители — группа женщин, занимавшихся обработкой данных в обсерватории Гарвардского колледжа в Кембридже, штат Массачусетс, США. Группой руководил Эдвард Чарльз Пикеринг (1877—1919), а после его смерти в 1919 году — Энни Джамп Кэннон. Женщины внесли значительный вклад в категоризацию звёзд. Особенно ценный вклад внесла Энни Джамп Кэннон, чья классификация используется до сих пор. Антония Мори нашла способ сравнения размеров звёзд по их спектрам, а Генриетта Ливитт показала, что некоторые переменные звезды могут служить маркерами расстояний во вселенной. В группу также входили Уильямина Флеминг и Флоренс Кушман. Начав как вычислители, они внесли значительный вклад в астрономию, большую часть которого опубликовали в научных статьях.

## История
Хотя Пикеринг считал, что сбор данных в астрономических обсерваториях — не самая подходящая работа для женщин, на его решение нанимать женщин вместо мужчин повлияло несколько факторов. Среди них было то, что мужчинам платили гораздо больше, чем женщинам, поэтому он мог нанять больше сотрудников при том же бюджете. Это было важно, поскольку объём астрономических данных превышал возможности обсерваторий по их обработке. Хотя некоторые из женщин-сотрудниц Пикеринга были выпускниками астрономических факультетов, их заработная плата была аналогична заработной плате неквалифицированных рабочих. Обычно они зарабатывали от 25 до 50 центов в час (от 7 до 15 долларов в 2022), что было больше, чем получал фабричный рабочий, но меньше, чем офисный работник.
Женщинам часто поручали измерять яркость, положение и цвет звёзд. Работа включала в себя такие задачи, как классификация звёзд путём сравнения фотографий с известными каталогами и обработка фотографий с учётом таких факторов, как атмосферная рефракция, чтобы получить максимально чёткое изображение. Сама Флеминг описала эту работу как «настолько монотонную, что мало что можно будет описать, кроме обычной рутинной работы по измерениям, изучению фотографий и работе, связанной с обработкой этих наблюдений».

## Известные участники

### Мэри Анна Палмер Дрейпер
Мэри Анна Дрейпер была вдовой доктора Генри Дрейпера, астронома, который умер, не завершив свою работу по химическому составу звёзд. Она очень активно участвовала в работе мужа и хотела закончить его классификацию звёзд после его смерти. Мэри Дрейпер быстро поняла, что задача, стоящая перед ней, слишком сложна для одного человека. Вскоре она получила письмо от Пикеринга, близкого друга её мужа. Пикеринг предложил помочь закончить работу её мужа и призвал её публиковать его результаты. В 1886 году после некоторых размышлений Дрейпер решила пожертвовать деньги и телескоп своего мужа Гарвардской обсерватории. Она решила, что это будет лучший способ продолжить дело её мужа и укрепить его наследие в астрономии. Она также настаивала на финансировании проекта за счёт своих средств. В 1900 году она профинансировала экспедицию по наблюдению полного солнечного затмения, произошедшего в том же году.

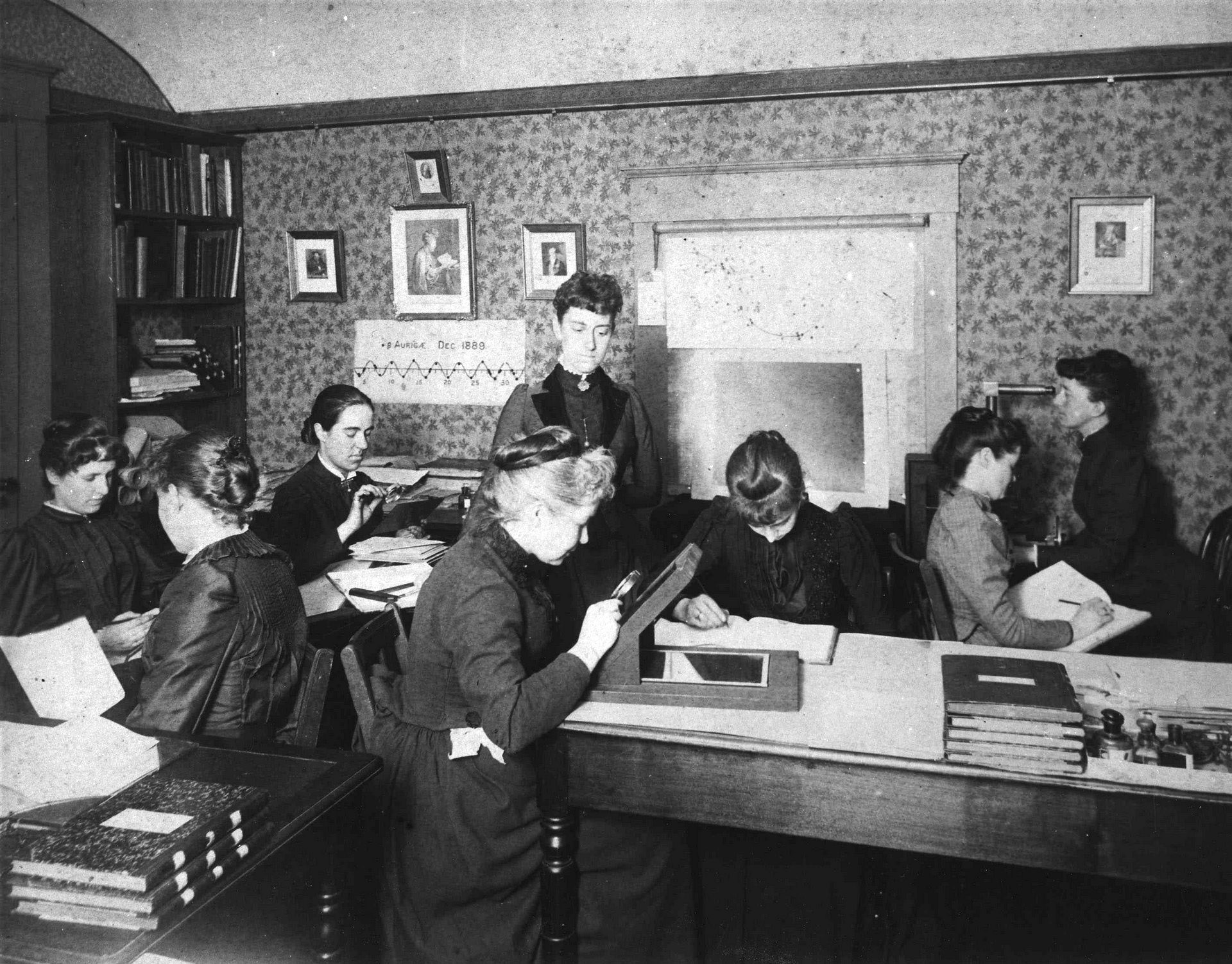
Женщины-вычислители за работой, около 1890 года, в том числе сидящая Генриетта Суон Ливитт (третья слева) с лупой (1868—1921), Энни Джамп Кэннон (1863—1941), стоящая Уильямина Флеминг в центре (1857—1911) и Антония Мори (1866—1952)

### Вильямина Флеминг
Уильямина Флеминг ранее не имела никакого отношения к Гарварду, поскольку она была шотландской иммигранткой и работала горничной у Пикеринга. Её первым заданием было улучшение существующего каталога звёздных спектров, что позже привело к её назначению главой проекта "Каталог Генри Дрейпера". Флеминг помогла разработать классификацию звёзд на основе содержания в них водорода, а также сыграла важную роль в открытии странной природы звёзд-белых карликов. Вильямина продолжила свою карьеру в астрономии, когда в 1899 году она была назначена куратором астрономических фотографий Гарварда. Она оставалась единственной женщиной-куратором до 1950-х годов. В 1907 она стала первой гражданкой Америки, избранной в Королевское астрономическое общество.

### Антония Мори
Антония Мори была племянницей Генри Дрейпера и была нанята вычислителем по рекомендации миссис Дрейпер. Она была выпускницей колледжа Вассар, и ей было поручено реклассифицировать некоторые звезды после публикации Каталога Генри Дрейпера. Мори решила пойти дальше, усовершенствовать и перепроектировать систему классификации, но у неё были другие обязательства, и в 1892 году она покинула обсерваторию. Её работа была завершена с помощью Пикеринга и команды вычислителей и опубликована в 1897 году. в 1908 году она вернулась в обсерваторию в качестве младшего научного сотрудника.

### Анна Уинлок
Анна Уинлок, одна из первых вычислителей Гарварда, была дочерью Джозефа Уинлока, третьего директора обсерватории и непосредственного предшественника Пикеринга. Уинлок поступила в обсерваторию в 1875 году. Она взялась за незаконченный анализ данных своего отца, выполнив тяжёлую работу по математической обработке наблюдений меридианных кругов, что спасло данные десятилетних наблюдений, которые до этого оставались бесполезными. Уинлок также работала над звёздным разделом каталога под названием «Кембриджская зона». Работая над проектом более двадцати лет, она и её группа внесли значительный вклад в Астрономический каталог Astronomische Gesellschaft Katalog , который содержит информацию о более чем ста тысячах звёзд и используется во всем мире. В течение года после приёма на работу Анны Уинлок к штату присоединились ещё три женщины: Селина Бонд, Рода Содерс и третья, которая, вероятно, была родственницей одного из астрономов.

### Энни Джамп Кэннон
Пикеринг нанял Энни Джамп Кэннон, выпускницу колледжа Уэлсли, для классификации южных звёзд. Находясь в Уэлсли, она посещала курсы астрономии у одной из учениц Пикеринга, Сары Фрэнсис Уайтинг. Она стала первой женщиной, изучавшей переменные звезды в ночное время. Она изучала кривую блеска переменных звёзд, что обещало помочь определить причину изменения блеска.

Гарвардская классификационная схема Кэннон является основой современной системы OBAFGKM. Она также свела переменные звезды таблицы для последующей идентификации и сравнения.
Энни Джамп Кэннон была первой женщиной-учёным, удостоенной множества наград и званий в своей области исследований. Она была первой женщиной, получившей степень почётного доктора Оксфордского университета и Медаль Генри Дрейпера Национальной академии наук, а также первой женщиной-офицером в Американском астрономическом обществе.

### Генриетта Ливитт
Генриетта Суон Ливитт поступила в обсерваторию в 1893 году. после окончания курса математики Кембридже. В обсерватории, ей было поручено измерять яркость звёзд с помощью фотометрии. Изучая большую туманность в созвездии Ориона, нашла сотни новых переменных звёзд. Позднее она изучала переменные звезды совместно с Энни Джамп Кэннон и Эвелин Леланд. Обладая навыками фотометрии, Ливитт сравнила звезды при разных экспозициях. Изучая переменные цефеид в Малом Магеллановом Облаке, она обнаружила, что их видимая яркость зависит от их периода. Поскольку все эти звезды находились примерно на одинаковом расстоянии от Земли, это означало, что их абсолютная яркость также должна зависеть от их периода, что позволило использовать переменные цефеид в качестве стандартной свечи для определения космических расстояний. Это, в свою очередь, привело непосредственно к современному пониманию истинного размера Вселенной, а переменные цефеид до сих пор являются важной опорной точкой при лестнице космических расстояний.
Наследие, которое она оставила, позволило будущим учёным сделать дальнейшие открытия. Так, Эдвин Хаббл использовал метод Ливитт для расчёта расстояния до ближайшей к Земле галактики Андромеды.

### Флоренс Кушман
Флоренс Кушман (1860—1940) — американский астроном из обсерватории Гарвардского колледжа. Начала работу в обсерватории Гарвардского колледжа в 1888 году. Её классификации звёздных спектров вошли в Каталог Генри Дрейпера между 1918 и 1934 годами. Она работала астрономом в обсерватории до 1937 года.
За свою почти пятидесятилетнюю карьеру она использовала метод объективной призмы для анализа, классификации и каталогизации оптических спектров сотен тысяч звёзд. В XIX веке революция в фотографии позволила более детально анализировать звёздное небо, по сравнению с визуальными наблюдениями. В ночное время астрономы-мужчины из обсерватории Гарвардского колледжа делали снимки на стеклянные пластины. В дневное же время женщины, такие как Флоренс Кушман, анализировали полученные спектры, вычисляя величины звёзд и каталогизируя полученные результаты. Именно Флоренс приписывают определение положения и величины звёзд, перечисленных в «Каталоге Генри Дрейпера» 1918 года, в котором представлены спектры примерно 222 000 звёзд.